# Список об'єктів Світової спадщини ЮНЕСКО в Чехії
Станом на 2025 рік на території Чехії розміщено 17 об'єктів Світової спадщини ЮНЕСКО, що становить 1,36% всієї кількості (1248) таких об'єктів у світі.
Головною передумовою для внесення об'єкту до списку є ратифікація країною Конвенції ЮНЕСКО про охорону всесвітньої культурної та природної спадщини. Бувши частиною Чехословаччини, Чехія підписала її ще в 1972 році, однак ратифікація відбулася лише 15 лютого 1991 року. Вже наступного року історичні центри Праги, Чеського Крумлова та Тельча стали складовою частиною Світової спадщини. З 1 січня 1993 року Чехословаччина припинила своє існування, розділившись на Чехію та Словаччину, і вже 26 березня наступного року нова незалежна країна повторно ратифікувала конвенцію. Згодом чеський список розширювався у 1994 (костел Святого Яна Непомуцького у Ждярі-над-Сазавою), 1995 (історичний центр Кутної Гори), 1996 (ледницько-вальтицький культурний ареал), 1998 (палац зі садами в Кромержижі та історичне село Голашовиці), 1999 (літомишльський замок), 2000 (колона Святої Трійці в Оломоуці), 2001 (вілла Тугендгат в Брно), 2003 (єврейський квартал та церква Святого Прокопа в Тршебичі), 2019 (гірничий регіон Рудні Гори та кінна ферма в Кладрубах-над-Лабем), 2021 (трикутник міст-курортів в Карловарському краї та Їзерскогорський буковий ліс неподалік Ліберця) та 2023 (Жатець та хмелярських регіон довкола нього) роках.
Розміри чи наповненість деяких об'єктів з часом мінялися: до історичного центру Праги у 2012 році долучили парк в Пругоницях, а у 2018 році модифікували межі охоронної зони в Тршебичі. Низка об'єктів є транснаціональними: Рудні Гори лежать на території Німеччини та Чехії, а Карлові Вари, Франтішкові Лазні та Маріанські Лазні — складова частина об'єкту «Знамениті бальнеологічні курорти Європи», куди також входять інші міста з Німеччини, Австрії, Франції, Бельгії, Італії та Великої Британії. Їзерскогорський буковий ліс увійшов до списку ЮНЕСКО під час розширення об'єкту «Первісні букові ліси Карпат та інших регіонів Європи», який вперше був внесений до цього списку ще 2007 року. Це єдиний природний об'єкт ЮНЕСКО на території Чехії.
Не всі культурні чи природні об'єкти можуть стати частиною Світової спадщини, а тільки ті, які відповідають хоча би одному критерію ЮНЕСКО. За критеріями чеські об'єкти розподіляють так (один і той же об'єкт може відповідати одразу декільком критеріям):
| i | ii | iii | iv | v | vi | vii | viii | ix | x |
| - | -- | --- | -- | - | -- | --- | ---- | -- | - |
| 3 | 10 | 5   | 15 | 3 | 1  | —   | —    | 1  | — |

## Список об'єктів

### Легенда
У таблиці нижче об'єкти розташовані у хронологічному порядку їх додавання до списку Світової спадщини ЮНЕСКО.
Кольорами у списку позначено:

### Список
| №  | Об'єкт | № WHC | Розташування                            | Час внесення                                               | Інформація | Критерії    |
| -- | --- | ----- | --------------------------------------- | ---------------------------------------------------------- | --- | ----------- |
| 1  | Історичний центр Праги (чеськ. Historické centrum Prahy) | 616   | Прага                                   | 1992, 2012 (розширення)                                    | Історичний центр Праги займає приблизно 866 га і сформований територією Градчан, Старого Міста, Нового Міста, Малої Страни, Вишеграду те деяких інших історичних місцевостей. Серед великої кількості пам'яток особливої уваги заслуговують Празький замок, Карлів міст, собор Святого Віта, Староміська площа, Тинський храм. У 2012 році до об'єкту долучили парк в Пругоницях. Архітектура Праги ілюструю усі тенденції у містобудуванні від Середньовіччя і до сьогодні, вона послужила зразком для розвитку інших міст центральної та східної Європи. З погляду культури, Прага історично важливий політичний, освітній та релігійний центр зі впливом на весь континент.                                                                           | ii, iv, vi  |
| 2  | Історичний центр Чеського Крумлова (чеськ. Historické centrum Českého Krumlova) | 617   | Чеський Крумлов                         | 1992                                                       | Чеський Крумлов, перші згадки про якого датуються 1253 роком, є прикладом розвитку маленького середньовічного містечка протягом всієї історії, його вигляд практично без змін дійшов до сьогодення. Архітектура міста гармонійно поєднує притаманні Середньовіччю риси з елементами типовими для Ренесансу чи доби бароко. Особливої естетичної краси Чеському Крумлову надає меандр Влтави. Домінантою міста є замок, який є другим найбільшим в Чехії опісля празького. | iv          |
| 3  | Історичний центр Тельча (чеськ. Historické centrum Telče) | 621   | Тельч                                   | 1992                                                       | Місто побудоване посеред лісистої та болотистої місцевості з метою взяття під контроль навколишніх територій. Такі поселення типові для середньовічної центральної Європи, однак Тельч є одним з найкраще збережених. Архітектура міста набула сучасної подоби завдяки перебудові у XVI ст. під віянням Відродження, будівлі ринкової площі дійшли незміненими до нашого часу та славляться багатством та розмаїттям фасадів. Домінантою, що формує історичний центр, є палац, який поєднує у собі елементи готики та Ренесансу. | i, iv       |
| 4  | Паломницький костел Св. Яна Непомуцького на Зеленій Горі (чеськ. Poutní kostel svatého Jana Nepomuckého na Zelené hoře)                                                                                        | 690   | Ждяр-над-Сазавою                        | 1994                                                       | Збудований в 1719—1726 роках, костел є одним з найвизначніших робіт Яна Блажея Сантіні-Айхела. Храм побудований у стилі «готичного бароко», і таким чином наочно демонструє перехід від готики до бароко в архітектурі, поєднуючи елементи різних епох та віянь. Костел має форму п'ятикутної зірки — символа Яна Непомуцького, на честь якого храм побудований. | iv          |
| 5  | Історичний центр Кутної Гори з церквою Святої Варвари та костелом Внебовзяття Діви Марії в Седлицях (чеськ. Historické centrum Kutné Hory s kostelem svaté Barbory a chrámem Nanebevzetí Panny Marie v Sedlci) | 732   | Кутна Гора                              | 1995                                                       | Заснована поблизу покладів срібла, Кутна Гора швидко стала королівським містом. Аби підкреслити її статус та багатство, була побудована велика кількість об'єктів (Італійський двір, костел Святого Якуба, Кам'яний дім тощо), які формують єдине ядро. Дійшовши незмінними до нашого часу, вони служать наочним прикладом розвитку середньовічного міста крізь час. Готичний храм Святої Варвари та церква в Седлицях повпливали на розвиток архітектури у всій центральній Європі. | ii, iv      |
| 6  | Культурний ландшафт Ледниці-Вальтиці (чеськ. Lednicko-valtický areál) | 763   | Ледниці і Вальтиці, неподалік Бржецлава | 1996                                                       | Територія об'єкту сформована довкола двох палаців: одного в Ледницях, іншого у Вальтицях. Рід Ліхтенштайнів, якому належали ці землі, протягом XVII—XX ст. сформував унікальний ареал, де гармонійно поєднуються різні стилі: бароко, маньєризм, класицизм, неоготика. Англійський парк, висаджений навкруги, містить низку інших архітектурних об'єктів високої цінності (храм Аполлона, Бельдевер, менші палаци). Як величний приклад рукотворного ландшафту, що мав вплив на подібні об'єкти у всьому дунайському регіоні, та за вдале поєднання різних стилів, яке підкреслює людську креативність, ледницько-вальтицький ареал був внесений до списку ЮНЕСКО.                                                                                       | i, ii, iv   |
| 7  | Сади і палац у Кромержижі (чеськ. Zámek s přilehlými zahradami v Kroměříži) | 860   | Кромержиж                               | 1998                                                       | Комплекс складається із палацу архієпископа, виконаного у стилі бароко та двох садів: саду при палаці (чеськ. Podzámecká zahrada) та квіткового саду (чеськ. Květná zahrada). Перший сад був висаджений відповідно до тих же канонів бароко, але в XIX ст. змінений відповідно до віянь романтизму. Квітковий сад є рідкісним прикладом практично незміненого барокового парку. Обидва об'єкти в подальшому повпливали на планування парків у всій центральній Європі. | ii, iv      |
| 8  | Історичне село Голашовиці (чеськ. Vesnická památková rezervace v Holašovicích) | 861   | Голашовиці, поблизу Чеських Будейовіц   | 1998                                                       | Голашовиці є рідкісним прикладом ідеально збереженого центральноєвропейського селища. Збережені будівлі побудовані в XVIII—XIX ст. та виконані у своєрідному стилі «південнобогемського народного бароко», стилю який поєднує класичні для бароко елементи з місцевими сільськими традиціями. | ii, iv      |
| 9  | Літомишльський замок (чеськ. Zámek v Litomyšli) | 901   | Літомишль                               | 1999                                                       | Побудований у 1568—1558 роках, Літомишльський замок є чудово збереженим прикладом ренесансного палацу з аркадами, типу будівель, який виник в Італії, але найбільшого розвитку зазнав саме на території Чехії. Практично незміненим залишився і екстер'єр, виконаний технікою сграфіто. Окрім самого замку, культурну цінність мають і будівлі навколо нього, які наочно демонструють, як розвивалась резиденція знаті в центральній Європі крізь час під віянням різних епох та стилів. | ii, iv      |
| 10 | Колона Пресвятої Трійці в Оломоуці (чеськ. Sloup Nejsvětější Trojice v Olomouci) | 859   | Оломоуць                                | 2000                                                       | Подібні колони типові для центральної Європи, однак оломоуцька колона є одним з найбільш досконалих прикладів як так званого «оломоуцького бароко», регіональної гілки течії в Чехії, так і бароко у всій центральній Європі загалом. Будова тривала з 1716 по 1754 роки, а зразком служила колона на площі Санта-Марія-Маджоре в Римі. | i, iv       |
| 11 | Вілла Тугендгат в Брні (чеськ. Vila Tugendhat v Brně) | 1052  | Брно                                    | 2001                                                       | Творіння Людвіга Міса ван дер Рое, вілла була побудована для родини Тугендгатів в 1929—1930 роках. Під час її створення архітектор використав інноваційні просторові та естетичні прийоми відповідно до ідей модернізму. Вілла продемонструвала, як нова течія та нові матеріали можуть відповісти на нові потреби у створені житла, а також допомогла утвердитись модернізму в усьому світі. | ii, iv      |
| 12 | Єврейський квартал і базиліка Святого Прокопа у Тршебичі (чеськ. Židovská čtvrť a bazilika svatého Prokopa v Třebíči)                                                                                          | 1078  | Тршебич                                 | 2003, 2018 (розширення)                                    | Єврейський квартал та єврейське кладовище Тршебича наочно демонструють типовий для цієї общини устрій у центральній Європі. Загалом збереглися близько 120 житлових будинків, а також синагоги, рабинат, школа тощо. Разом з базилікою Святого Прокопа, побудованою в XIII ст., вони наочно демонструють співіснування юдейської та християнської культури у Європі протягом століть. | ii, iii     |
| 13 | Гірничий регіон Рудні Гори (чеськ. Hornický region Erzgebirge/Krušnohoří) | 1478  | Устецький та Карловарський краї         | 2019                                                       | Транскордонний об'єкт (Чехія та Німеччина). Гірнича справа у цьому регіоні розпочалася з видобування срібла, а в XX ст. була на піку завдяки видобуванню урану. Загалом вона має понад 800 років, протягом яких задля ефективнішого видобування руд застосовувалися інноваційні технічні рішення, які в подальшому впливали на галузь у цілому світі. Перший дослідницький інститут, який вивчав питання гірництва, також виник на цих землях. Окрім історії самої галузі, на прикладі Рудних Гір можна простежити її вплив на побудову міст. Загалом у регіоні розташовані 22 об'єкти ЮНЕСКО, 5 з них в Чехії: Крупка, Яхимов, Червона вежа смерті у Викманові, гірничий регіон Гай—Коваржска—Мєднік та гірничий регіон Абертами—Горні Блатна—Божі Дар. | ii. iii. iv |
| 14 | Національна кінний завод в Кладрубах-над-Лабем (чеськ. Národní hřebčín Kladruby nad Labem) | 1589  | Кладруби-над-Лабем поблизу Пршелоуча    | 2019                                                       | Кінна ферма була заснована ще в 1579 році і до сьогодні виконує свою функцію по розведенню білих кладруберів— унікальної барокової запряжної породи. Виведення та тренування таких тварин потребувало створення спеціальних умов, а тому весь комплекс ферми являє собою видатний приклад впливу людини на навколишню природу: тут створені пасовища, парки, побудовані згідно з французькими та англійськими традиціями, штучні водойми та канали, створені стежки для їзди. Тривало ферма забезпечувала роботою місцевих жителів. | iv, v       |
| 15 | Знамениті бальнеологічні курорти Європи (чеськ. Slavná lázeňská města Evropy) | 1613  | Карловарський край                      | 2021                                                       | До цього міжнародного об'єкту входять 11 міст: Баден (Австрія), Спа (Бельгія), Віші (Франція), Бад Емс, Баден-Баден, Бад Кіссінген (Німеччина), Монтекатіні-Терме (Італія) та Бат (Велика Британія). У Чехії знаходяться три міста: Карлові Вари, Маріанські Лазні та Франтішкові Лазні. Перелічені міста є прикладами розвитку курортної культури з XVIII ст. аж по 30-ті роки XX ст. на континенті та її впливу на урбаністику, а саме проєктування бюветів, колонад, а також великої кількості об'єктів для проведення вільного часу (театри, казино, парки). Курорти Європи посприяли міжнародному обміну в сфері науки та охорони здоров'я. | ii, iii     |
| 16 | Первісні букові ліси Карпат та інших регіонів Європи (чеськ. Původní bukové lesy Karpat a dalších oblastí Evropy)                                                                                              | 1133  | поблизу Ліберця                         | 2007 (вперше), 2017 (розширення), 2021 (розширення, Чехія) | Сюди входять 94 об'єкти у 18 країнах, у тому числі і в Україні, які представлені відносно недоторканими буковими лісами. Ті демонструють широкий спектр комплексних екологічних моделей і процесів за різних екологічних умов. Чеський об'єкт, Їзерскогорський буковий ліс, доповнив список у 2021 році. | ix          |
| 17 | Жатець і край жатецького хмелю (чеськ. Žatec a krajina žateckého chmele) | 1558  | Жатець                                  | 2023                                                       | До об'єкту входить як саме місто, так і деякі навколишні території (хмільні поля поблизу, селище Трновани та замок Стекнік), які формують жатецький хмелярський регіон, чий клімат є надзвичайно сприятливим для вирощування хмелю. Через це регіон надзвичайно багатий на технічні об'єкти, які забезпечують збирання, зберігання та обробку хмелю, а з культурної точки зору дозволяють простежити розвиток цієї галузі протягом історії. | iii, iv, v  |

### Розташування об'єктів
| Історичний центр Праги Парк в Пругоницях Історичний центр Чеського Крумлова Історичний центр Тельча Паломницька церква Св. Яна Непомука Історичний центр Кутної Гори Ледницько-валтицький ландшафт Сади і палац в Кромержижі Голашовиці Замок в Літомишлі Колона в Оломоуці Вілла Тугендгат Тршебич Яхимов Божі Дар Червона Вежа Крупка Мєднік Кінна ферма (Кладруби) Карлові Вари Франтішкові Лазні Маріанські Лазні Їзерскогорський ліс Жатецьclass=notpageimage\| Об'єкти Світової спадщини на мапі Чехії |

## Попередній список

### Кандидати
Загалом 13 чеських об'єктів претендують на отримання статусу світової спадщини.
| Тип | Об'єкт | № WHC | Розташування                                         | Час внесення | Інформація | Критерії          |
| --- | --- | ----- | ---------------------------------------------------- | ------------ | --- | ----------------- |
|     | Будинки епохи Відродження в Славоницях (чеськ. Renesanční domy ve Slavonicích) | 1507  | Славониці                                            | 2001         | Під час Відродження і до середини XVIII ст. Славониці були важливою торговою точкою на шляху між Прагою та Віднем. Опісля цей статус був втрачений і в місті не відбувалися жодні грандіозні перебудови, що і дозволило зберегти до сьогодення у майже незміненому стані пізньоготичні та ренесансні будинки, до того ж мова не йде про поодинокі об'єкти, а про повністю збережені площі та вулиці. | i, ii, iv         |
|     | Тршебоньська рибницька спадщина (чеськ. Třeboňské rybníkářské dědictví) | 1509  | біля Тршебоня                                        | 2001         | Об'єкт складається зі системи ставків для вирощування риби, каналів, що сполучають їх та історичного центра Тршебоня. Історія рибництва на цих землях триває з середини XIV ст., на початку XVI ст. викопані ставки Розмберк та Свєт, канали Золотий та Нова Рєка, які свого часу були вершиною інженерної думки. Завдяки довгій історії та функціонуванню до сьогодні, ставки біля Тршебоня дозволяють простежити історію та розвиток рибництва від Середньовіччя і тому вони номіновані на потрапляння до списку ЮНЕСКО. | i, ii, iii, iv, v |
|     | Скельні міста Чеського раю (чеськ. Skalní města v Českém ráji) | 1511  | Ліберецький, Середньочеський, Краловоградецький краї | 2001         | Скельні міста є групою розкиданих по всій території парку «Чеський рай» скель, які виникли унаслідок ерозії крейдяних пісковиків протягом мільйонів років. Уся площа парку ссановить близько 200 км2, скельних міст — 17,6 км2. До цієї групи входять Грубоскалське скельне місто, Аполена, Пршигразські скелі, Сухі скелі та низку інших. | не вказано        |
|     | Пам'ятки Великої Моравії: Слов'янське городище в Микулчицях та церква Святої Маргарити в Копчанах (чеськ. Památky Velké Moravy: Slovanské hradiště v Mikulčicích a kostel sv. Margity Antiochijské v Kopčanech)                                                                                  | 1559  | Микулчиці, поблизу Годоніну, Південноморавський край | 2001         | Ці пам'ятки збереглися з часів Великої Моравії, першої західнослов'янської держави, що мала великий вплив на політичне життя усієї Європи та вкорінення християнства на території центральної Європи, а отже є прямими доказами її існування. У Чехії розташоване слов'янське городище, яке виникло у IX ст. на місці старіших поселень. На піку розвитку воно займало до 50 га, було оточено захисними стінами, містило декілька церков та князівський палац. Церква Святої Маргарити розташована в Словаччині. | iii, v            |
|     | Індустріальний комплекс в Остраві (чеськ. Industriální soubory v Ostravě) | 1560  | Острава                                              | 2001         | У заяві йде мова про унікальність індустріального гірничого комплексу в Остраві, адже він не тільки демонструє технологічний розвиток цієї галузі від XIX ст., чи унікальну індустріальну архітектуру, а також являє собою сукупність розташованих в одній місцевості об'єктів (шахти, коксові заводи, доменні печі), що забезпечують повний цикл вироблення заліза на основі горіння антрациту. Запропоновано включити до ЮНЕСКО 4 об'єкти: Шахта «Анселм», Шахта «Міхал», Шахта «Глубина» та Вентиляційна шахта у Врбицях. | i, iv, v          |
|     | Фортеця Терезин (чеськ. Pevnost Terezín) | 1561  | Терезин, біля Літомержиць                            | 2001         | Прохачі вважають, що Терезин є кульмінацією у побудові бастіонних споруд у Європі, по суті мова йде про один з останніх об'єктів такого типу. Однойменне місто поруч спроєктовано однотипно, з перевагою одно- чи двоповерхових будівель. Протягом Другої світової війни в місті сформували єврейське гетто, а в малій фортеці ув'язнювали учасників опору нацистам. | i, ii, iv         |
|     | Курортне місто Лугачовиці (чеськ. Lázně Luhačovice) | 1562  | Лугачовиці                                           | 2001         | На думку аплікантів, Лугацовиці є унікальним сплавом курортної урбаністики першої третини XX ст. та локальних мотивів. Низка тогочасних будівель спроєктовані Душанем Юрковичем, який поєднував популярний тоді модерн з карпатськими традиціями, інші архітектори у 20-ті роки творили під впливом функціоналізму. Ще однією причиною для включення називають давні традиції лікування мінеральними водами (приблизно від середини XVIII ст.), які уможливлюють розуміння розвитку бальнеології загалом. | i, ii, iii, iv    |
|     | Кам'яні скульптури «Вифлеєм» у Новому лісі поблизу Кукса (чеськ. Betlém v Novém lese u Kuksu) | 1563  | Кукс, неподалік Двура-Краловего-над-Лабем            | 2001         | На думку номінантів, скульптури створені Матіашем Бернардом Брауном на початку XVIII ст. є унікальним пленерним творінням, апофеозом високого бароко в цілій центральній Європі. Розташована неподалік ще однієї визначної пам'ятки — замку Кукс, до чиїх садів перенесено частину скульптур. | i, ii, iv         |
|     | Карлштейн (чеськ. Karlštejn) | 1564  | Карлштейн, неподалік Бероуна                         | 2001         | Замок являє собою унікальний трирівневий архітектурний ансамбль, низка об'єктів якого становлять велику художню цінність, як-от церква Діви Марії та каплиця Святої Катерини. Їхнє оздоблення інтер'єру є одним з найкращих збережених творінь придворних празьких митців. З погляду культури замок слугував резиденцією Карла IV, місцем зберігання королівських клейнодів та задумувався для укріплення Богемії як центру Священної Римської імперії. | i, ii, iv         |
|     | Розширення об'єкту «Історичний центр Праги» визначними пам'ятниками в його околицях (Мюллерова вілла, Бржевновський монастир, літній палац Гвєзда) (чеськ. Rozšíření světové památky Historické jádro Prahy o další významné stavby v okolí (Müllerova vila, Břevnov klášter, letohrádek Hvězda) | 1565  | Прага                                                | 2001         | Запропоновано долучити до об'єкту «Історичний центр Праги» такі будівлі: - Вілла Мюллера (побудована 1928—1930) — модерністське творіння Адольфа Лооса, у якому він використав новий підхід в плануванні житлового простору, так званий «Raumplan». Відповідно до нього, дім не мав поверхів, а єдиний простір, у якому різна висота кімнат створювала декілька рівнів; - Бржевновський монастир, який веде свою історію з 992—993 років та протягом історії увібрав у себе елементи усіх історичних стилів (від романського стилю аж по бароко) - Літній палац Гвєзда — маньєристський палац у формі шестикутної зірки (чеськ. hvězda — зірка), який спроєктував аматор, Фердинанд II.                                                                                           | i, ii, iv         |
|     | Єштедська телевежа з готелем на горі Єштед (чеськ. Horský hotel a vysílač na Ještědu) | 5152  | біля Ліберця                                         | 2007         | Апліканти вважають, що побудова Єштедської телевежі з готелем вимагала унікальних для свого часу технологічних рішень, наприклад, створення та уміщення 800 кг маятника, який нівелював хитання під дією вітрів, чи вироблення спеціальних склотекстолітних панелей, що приховували антени, але не погіршували їхньої передачі. У глобальному масштабі унікальним є поєднання гірського готелю та телевежі (такої комбінації більше ніде не існує). Стиль побудови дуже нагадує гай-тек і, на думку аплікантів, був однією з його предтеч. | i, ii, iv         |
|     | Станція очистки стічних вод в Празі-Бубенеч (чеськ. Čistírna odpadních vod v Praze – Bubenči) | 6485  | Прага (Бубенеч)                                      | 2020         | Станція побудована в 1901—1906 роках, а запущена в роботу 1907 року, до 1967 року виконувала свою функцію. Її запропоновано внести до списку ЮНЕСКО тому, що вона демонструє розвиток інженерної думки у проєктуванні каналізацій та очистці води від нечистот та є єдиною збереженою будівлею такого типу в Європі. | ii, iv            |
|     | Паперова фабрика у Великих Лосінах (чеськ. Ruční papírna ve Velkých Losinách) | 6757  | Велке Лосіни                                         | 2024         | Паперова фабрика ручного виготовлення паперу була побудована десь у проміжку між 1591—1596 роками. Вона складається з восьми поєднаних між собою будівель, серед них водного млина, та виконує роль єдиного на території Чехії музею, пов'язаного з ручним виробленням паперу. Фабрика досі функціонує як виробництво, що робить її найстарішою діючою такою папірнею у цілій Європі та дозволяє вивчати історію цієї галузі. Вперше внесена як кандидат у 2001 році (під номером 1508), у 2024 році перевнесена до списку кандидатів як складова міжнародної заявки «Європейські паперові фабрики (з доби ручного виробництва паперу), куди ще входять паперові фабрики у Капелязасі (Іспанія), Гомбургу та Нідерцвенітцу (Німеччина), Душниках-Здрую (Польща) та Пеші (Італія). | ii, iii, iv       |

### Розташування кандидатів
| Карлштейн Славониці Папірня у Великих Лосінах Ставки Тршебоня Городище в Микулчицях 1 2 3 4 Терезін Лугачовиці «Вифлеєм» 1 2 3 Єштед Станція в Бубенечіclass=notpageimage\| Об'єкти Світової спадщини на мапі Чехії: · — Об'єкти «Чеського раю» (загалом запропоновано ввести 11 об'єктів) · — Індустріальні об'єкти в Остраві: 1 — шахта «Анселм»; 2 — шахта «Міхал»; 3 — шахта «Глубина», 4 — шахта у Врбицях · — Розширення історичного центру Праги: 1 — вілла Мюллера, 2 — Бржевновський монастир, 3 — літній палац Гвєзда |

## Колишні кандидати
Два об'єкти у минулому були у списку кандидатів на внесення до світової спадщини, однак з різних причин у подальшому їх зняли. Історичний центр Оломоуця не ввійшов до спадщини ЮНЕСКО — замість нього схвалили колону Пресвятої Трійці.
| Об'єкт | № WHC | Розташування | Час розгляду | Інформація |
| --- | ----- | ------------ | ------------ | --- |
| Монастирська церква Вознесення Діви Марії, святого Вольфанга та святого Бенедикта в Кладрубах (чеськ. Kladrubský klášter)         | 691   | Кладруби     | 1993—1994    | Об'єкт не внесли до світової спадщини рішенням виконавчого комітету 1994 року. Надалі тривали дискусії щодо повторної спроби номінації костелу, однак 2020 року тодішній міністр культури Чехії Лубомир Заоралка виключив будь-яку активність на цьому поприщі у майбутньому.     |
| Роботи Йоже Плечника — людиноорієнтований урбанізм (чеськ. Nadčasová humanistická architektura Jože Plečnika v Lublani a v Praze) | —     | Прага        | 2015—2018    | Первинно міжнародний об'єкт: переважна кількість складників була розташована в Любляні, але Костел Пресвятого Серця Господня — в Празі на Виноградах. Після рекомендацій експертів у 2018 році, Словенія вирішила подати виключно національну заявку (та була схвалена 2021 року) |

### Розташування колишніх кандидатів
| Церква в Кладрубах Церква в Празіclass=notpageimage\| Об'єкти Світової спадщини на мапі Чехії |